# Коув (Техас)
Коув (англ. Cove) — місто (англ. city) в США, в окрузі Чемберс штату Техас. Населення — 525 осіб (2020).

## Географія
Коув розташований за координатами 29°48′50″ пн. ш. 94°48′44″ зх. д. / 29.81389° пн. ш. 94.81222° зх. д. (29.813932, -94.812187).  За даними Бюро перепису населення США в 2010 році місто мало площу 3,21 км², з яких 3,08 км² — суходіл та 0,13 км² — водойми.

## Демографія
Згідно з переписом 2010 року, у місті мешкало 510 осіб у 186 домогосподарствах у складі 148 родин. Густота населення становила 159 осіб/км².  Було 197 помешкань (61/км²).
Расовий склад населення:
| - 90,6 % — білих - 1,8 % — чорних або афроамериканців - 0,8 % — корінних американців - 0,4 % — азіатів - 2,0 % — осіб інших рас |

До двох чи більше рас належало 4,5 %. Частка іспаномовних становила 7,1 % від усіх жителів.
За віковим діапазоном населення розподілялося таким чином: 26,5 % — особи молодші 18 років, 61,5 % — особи у віці 18—64 років, 12,0 % — особи у віці 65 років та старші. Медіана віку мешканця становила 38,8 року. На 100 осіб жіночої статі у місті припадало 93,2 чоловіків;  на 100 жінок у віці від 18 років та старших — 87,5 чоловіків також старших 18 років.
Середній дохід на одне домашнє господарство  становив 108 890 доларів США (медіана — 64 844), а середній дохід на одну сім'ю — 121 403 долари (медіана — 69 583). За межею бідності перебувало 6,7 % осіб, у тому числі 2,9 % дітей у віці до 18 років та 14,6 % осіб у віці 65 років та старших.
Цивільне працевлаштоване населення становило 190 осіб. Основні галузі зайнятості: виробництво — 20,0 %, транспорт — 14,2 %, освіта, охорона здоров'я та соціальна допомога — 13,2 %.